# Montagnac (Hérault)
Montagnac (occitanisch: Montanhac) ist eine südfranzösische Gemeinde mit 4.465 Einwohnern (Stand: 1. Januar 2022) im Département Hérault in der Region Okzitanien. Sie gehört zum Arrondissement Béziers und zum Kanton Mèze. Die Einwohner werden Montagnacois genannt.

## Geographie
Montagnac liegt zwischen den Cevennen und dem Mittelmeer. Der Fluss Hérault begrenzt die Gemeinde im Nordwesten. Umgeben wird Montagnac von den Nachbargemeinden Saint-Pons-de-Mauchiens im Norden, Villeveyrac im Osten, Mèze im Südosten und Süden, Pomérols und Pinet im Süden, Castelnau-de-Guers, Aumes und Pézenas im Südwesten, Lézignan-la-Cèbe im Westen und Nordwesten sowie Cazouls-d’Hérault und Usclas-d’Hérault im Nordwesten.
Durch die Gemeinde führt die frühere Route nationale 113 (heutige D613).

## Geschichte
Bereits 847 wurde die Kapelle Saint-Martin erwähnt, die im 12. Jahrhundert wohl neu errichtet wurde.

### Bevölkerungsentwicklung
| Jahr      | 1962 | 1968 | 1975 | 1982 | 1990 | 1999 | 2006 | 2019 |
| Einwohner | 2958 | 3021 | 2774 | 2897 | 2953 | 2981 | 3517 | 4324 |

## Sehenswürdigkeiten

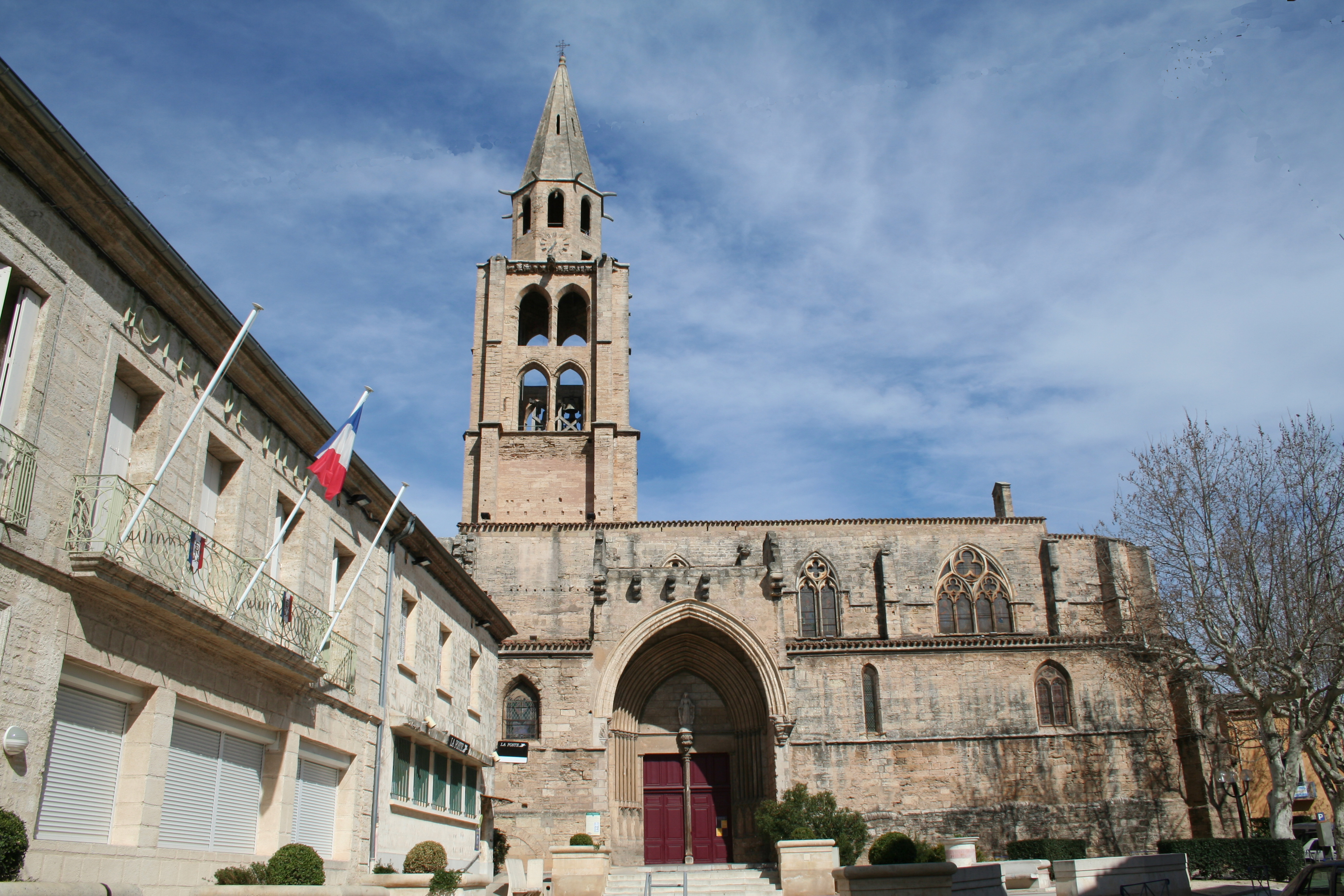
Kirche Saint-André

- Kirche Saint-André aus dem 12. und 14. Jahrhundert, Glockenturm 54 Meter, Monument historique
- Kapelle Saint-Martin-de-la-Garrigue aus dem 12. Jahrhundert
- Kapelle der Minoriten aus dem 18. Jahrhundert
- Kapelle Notre-Dame-de-la-Peyrière aus dem 19. Jahrhundert
- evangelisch-reformierte Kirche
- Schloss Lavagnac, klassizistisches Gebäude im 17. und 18. Jahrhundert erbaut, Monument historique seit 1951/1973
- Hôtel de Rat, Hôtel de Pegat und Hôtel Rey de Vissec

## Gemeindepartnerschaft
Mit der spanischen Gemeinde Nerpio in Kastilien-La Mancha besteht eine Gemeindepartnerschaft.

## Persönlichkeiten
- Henri Masers de Latude (1725–1805), Gefangener und Ausbrecher
- Stanislas Clastrier (1857–1925), Bildhauer
- Charles Camichel (1871–1966), Physiker
- Samuel Honrubia (* 1986), Handballspieler